# آیلین والش
آیلین والش (انگلیسی: Eileen Walsh؛ زادهٔ ۱۶ آوریل ۱۹۷۷) بازیگر اهل جمهوری ایرلند است. وی از سال ۱۹۹۶ میلادی تاکنون مشغول فعالیت بوده‌است.
از فیلم‌ها یا برنامه‌های تلویزیونی که وی در آن نقش داشته‌است می‌توان به خواهران مگدالن، نیکلاس نیکلبی، تریاژ، و ساخت ایتالیا اشاره کرد.